# Ensayo metalúrgico

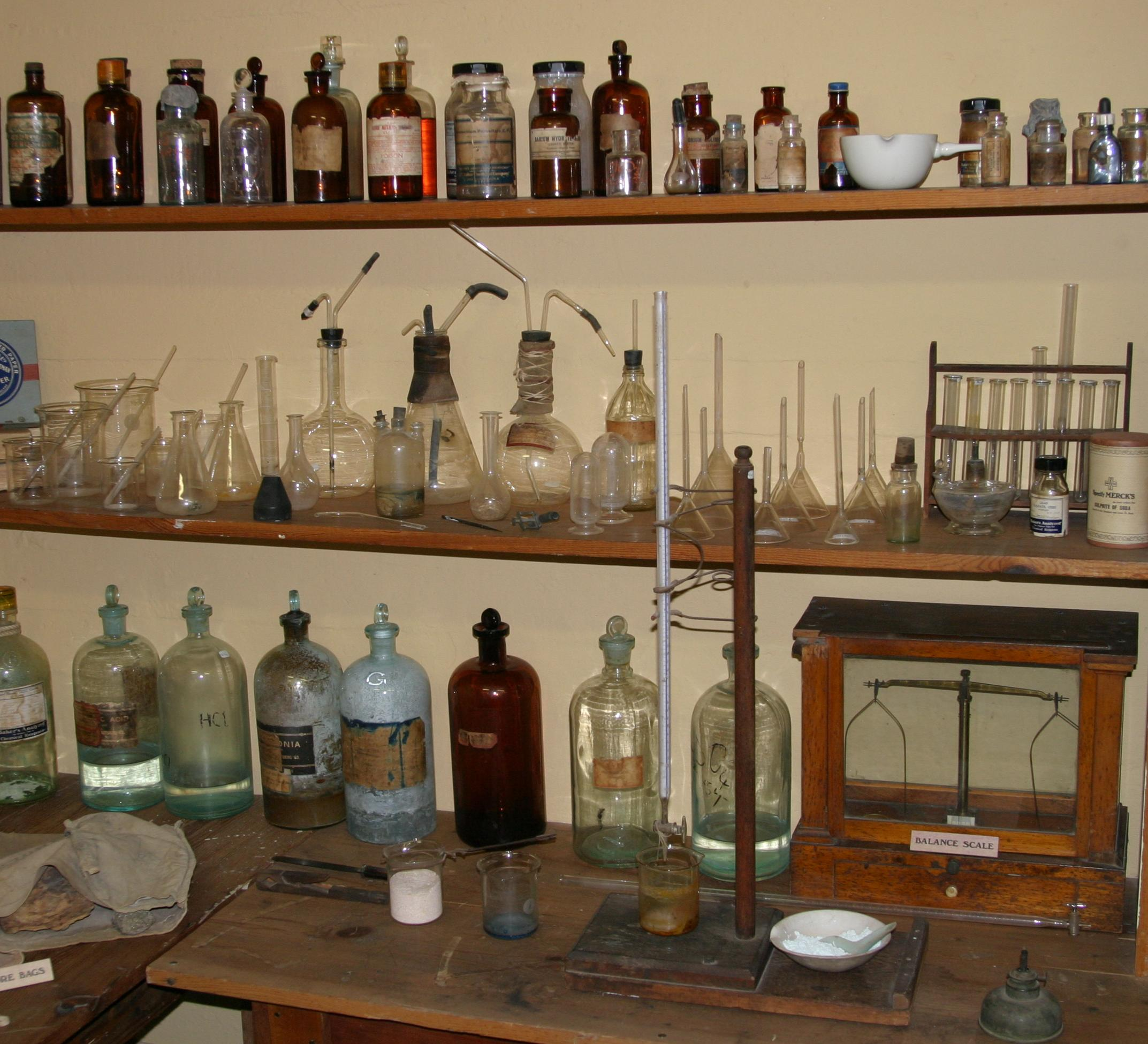
Un laboratorio de ensayo del en Tombstone Courthouse State Historic Park, Arizona.

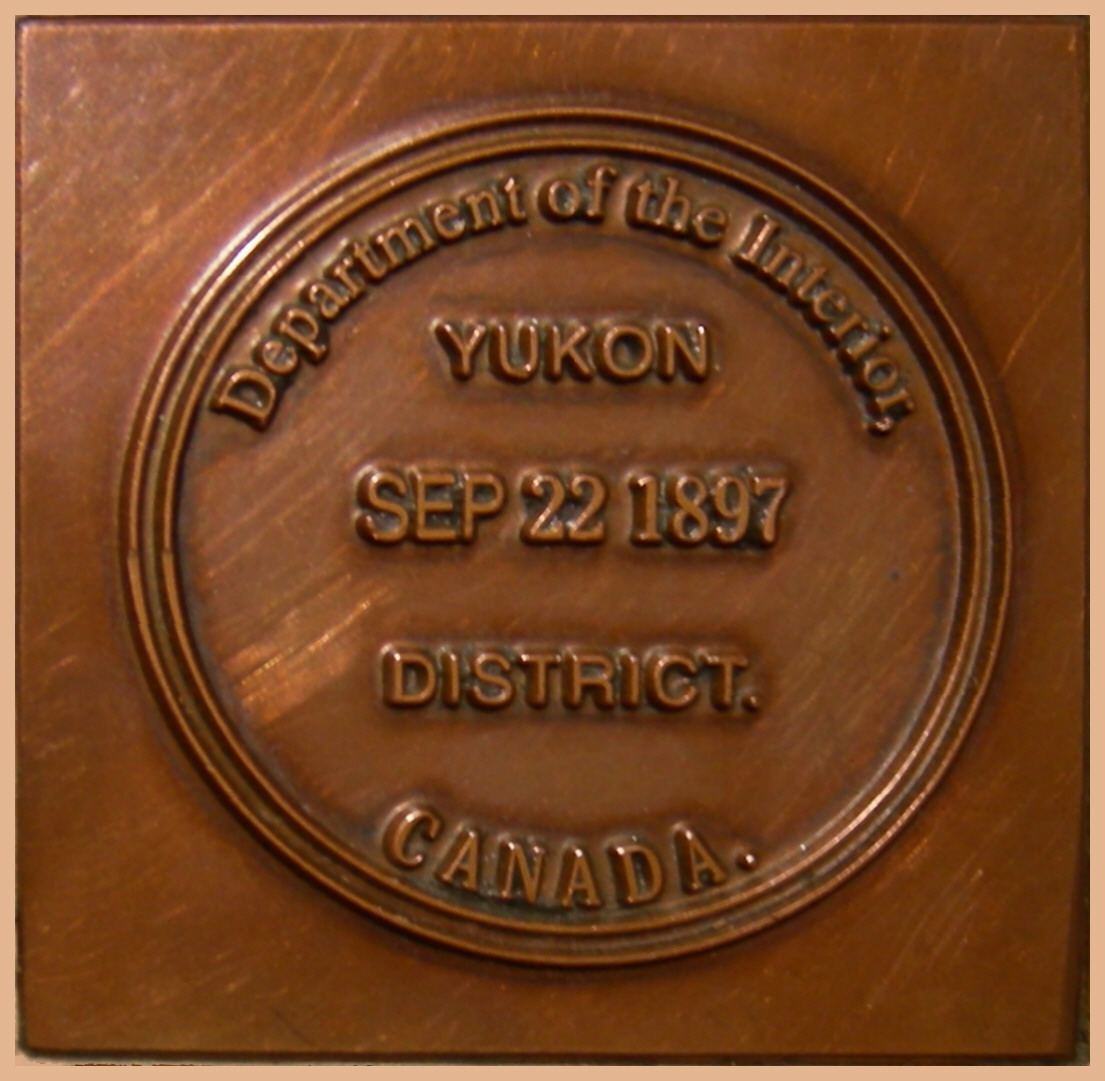
Un sello canadiense de fines del utilizado para certificar la calidad del oro analizado.

Un ensayo metalúrgico es un análisis de composición de un mineral, metal o aleación.
Algunos métodos de ensayo son adecuados para materias primas; otros son más apropiados para productos terminados. Los metales preciosos en bruto (lingotes) son analizados por una oficina de ensayos. La plata se analiza por titulación, el oro por cupelación y el platino por espectrometría de emisión óptica de plasma acoplado inductivamente (ICP OES). Los artículos de metal o joyería de metales preciosos se identifican con frecuencia (según los requisitos de las leyes del lugar de fabricación o del lugar de importación). Cuando sea necesario para ser contrastados, semi-acabados artículos de metales preciosos de arte o joyas pasan a través de los canales oficiales de ensayo donde se analizan o ensayó el contenido de metal precioso. Mientras que diferentes naciones permiten una variedad de finuras legalmente aceptables, el ensayador en realidad está probando para determinar si la finura del producto cumple con la afirmación o afirmación de finura que el fabricante ha afirmado (generalmente al marcar un número como 750 para oro de 18 k) en el artículo. En el pasado, el ensayo se llevó a cabo utilizando el método de la piedra de toque, pero actualmente (en la mayoría de los casos) se realiza utilizando fluorescencia de rayos X (XRF). Se usa XRF porque este método es más exacto que la prueba de la piedra de toque. El método de ensayo más exacto se conoce como ensayo de fuego o cupelación. Este método es más adecuado para el análisis de existencias de lingotes y oro en lugar de obras de arte o joyas, ya que es un método completamente destructivo.

## Piedra de toque
El antiguo método de la piedra de toque es particularmente adecuado para la prueba de piezas muy valiosas, para las cuales el muestreo por medios destructivos, como raspado, corte o taladrado, es inaceptable. El roce del artículo se realiza en una piedra especial, tratada con ácidos y el color resultante en comparación con las referencias. Red sílex radiolarian o silíceo negro pizarra se utilizan para ver la resultante tratada consecutivas de la muestra. Las diferencias en el contenido de metales preciosos tan pequeñas como 10 a 20 partes por mil a menudo se pueden establecer con confianza por la prueba. No está indicado para su uso con oro blanco, por ejemplo, ya que la variación de color entre las aleaciones de oro blanco es casi imperceptible.

## Fluorescencia de rayos X
La moderna fluorescencia de rayos X es también una técnica no destructiva que es adecuada para los requisitos de ensayo normales. Por lo general, tiene una precisión de 2 a 5 partes por mil y es ideal para superficies relativamente planas y grandes. Es una técnica rápida que toma aproximadamente tres minutos, y los resultados pueden imprimirse automáticamente por computadora. También mide el contenido de los otros metales de aleación presentes. Sin embargo, no está indicado para artículos con tratamiento químico de superficie o galvanoplastia.
El proceso para el ensayo de fluorescencia de rayos X implica la fusión del material en un horno y la agitación para obtener una mezcla homogénea. A continuación, se toma una muestra del centro de la muestra fundida. Las muestras se toman típicamente usando un tubo de pin de vacío. Luego, la muestra se analiza mediante espectroscopia de fluorescencia de rayos X. El ensayo metalúrgico generalmente se completa de esta manera para asegurar que se realice un ensayo preciso.
El ensayo de Fluorescencia de rayos X no es tan preciso como el de fuego, pero depende del espectrómetro utilizado, puede lograr resultados dentro del 1 por ciento.

## Ensayo de fuego/cotejo

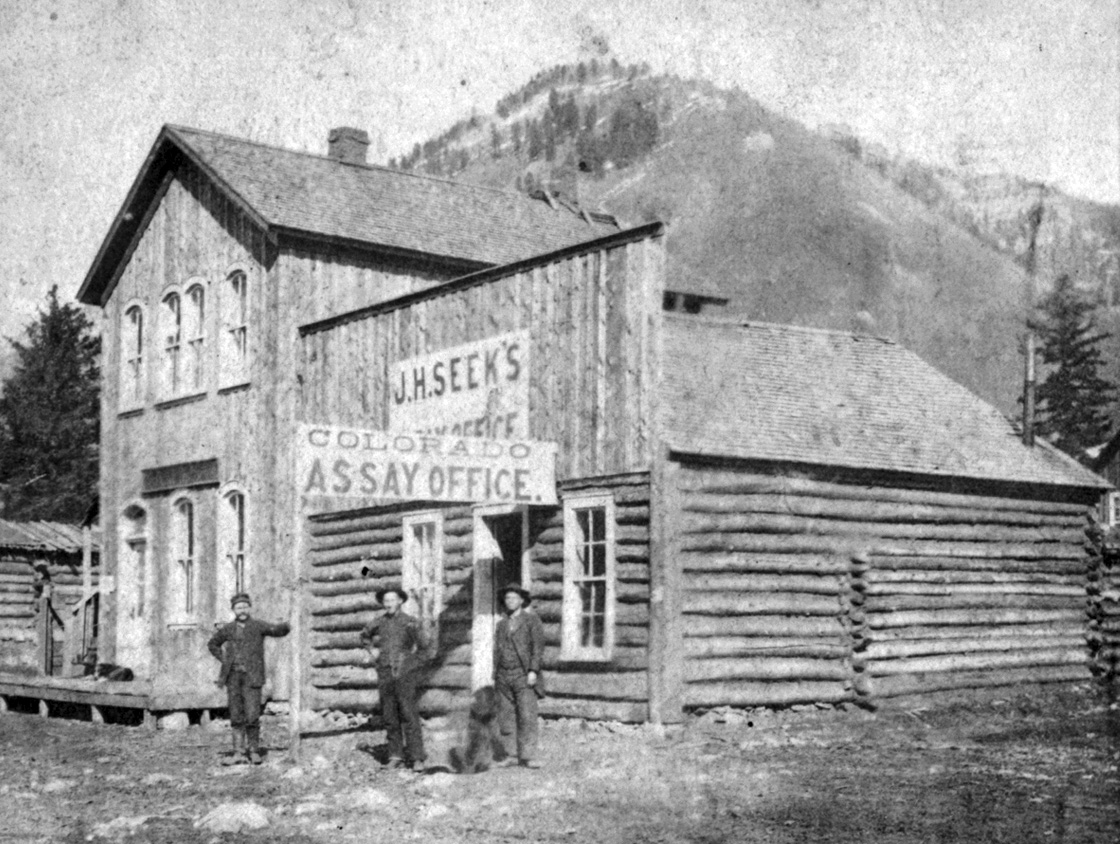
Oficina de ensayo de Colorado - circa 1870

El ensayo de metales preciosos más elaboradamente preciso, pero totalmente destructivo, es el ensayo de fuego. (También puede ser llamado por el paso crítico de cupellación que separa el metal precioso del plomo. ) Si se realiza en lingotes (aleación de metales preciosos de alta pureza) según estándares internacionales, el método puede ser preciso en metal dorado hasta 1 parte en 10,000. Si se realiza en materiales de mineral usando fusión seguida de una separación de cupelación, la detección puede realizarse en partes por billón. Sin embargo, la precisión en el material mineral generalmente se limita a 3 a 5% del valor reportado. Aunque requiere mucho tiempo, el método es el estándar aceptado que se aplica para valorar el mineral de oro y los lingotes de oro y plata en las principales refinerías y compañías mineras de oro. En el caso de análisis de fuego de minerales de oro y platino, el largo tiempo requerido para realizar un análisis generalmente se compensa al realizar un gran número de ensayos simultáneamente, y un laboratorio típico estará equipado con varios hornos de fusión y de cotejo, cada uno capaz de tomando múltiples muestras, para que se puedan realizar varios cientos de análisis por día. La principal ventaja del ensayo de fuego es que se pueden usar muestras grandes, y esto aumenta la precisión en el análisis de minerales de bajo rendimiento en el rango de concentración <1g / T.
Fusión: el proceso requiere una atmósfera reductora autogenerada, por lo que la muestra de mineral triturada se mezcla con flujos y una fuente de carbono (por ejemplo, polvo de carbón, carbón molido, harina, etc.) mezclado con óxido de plomo en polvo (litharge) en un refractario crisol. En general, se colocarán múltiples crisoles dentro de un horno eléctrico equipado con elementos de calefacción de carburo de silicio, y se calentarán a entre 1000 y 1200 °C. La temperatura requerida y el tipo de flujo utilizado dependen de la composición de la roca en la que se concentran los metales preciosos, y en muchos laboratorios se utiliza un enfoque empírico basado en una larga experiencia.
Se produce una reacción compleja, por lo que la fuente de carbono reduce el óxido de plomo al plomo, que se mezcla con los metales preciosos: al mismo tiempo, los flujos se combinan con la roca triturada, reduciendo su punto de fusión y formando una escoria vítrea. Cuando se completa la fusión, la muestra se inclina hacia un molde (generalmente hierro) donde la escoria flota hacia la parte superior, y el plomo, ahora aleado con los metales preciosos, se hunde hacia la parte inferior, formando un "botón". Después de la solidificación, las muestras se eliminan y las balas de plomo se recuperan para la cotejo o para su análisis por otros medios.
Los detalles del método para varios procedimientos de ensayo de incendio varían, pero la química de concentración y separación generalmente cumple con las tradiciones establecidas por Bugby o Shepard & Dietrich a principios del siglo XX. Los avances en los métodos desde entonces automatizaron principalmente el manejo de materiales y las mediciones del acabado final (es decir, el acabado del instrumento en lugar del pesaje físico del producto de oro). Podría decirse que incluso estos textos son en gran parte una extensión de las tradiciones que fueron detalladas en De re metallica por Agricola en 1556.
La variación de las habilidades que se enseñan en las adaptaciones estándar modernas de la metodología de ensayo de fuego debe considerarse con precaución. Las tradiciones estándar tienen una larga historia de fiabilidad; los métodos nuevos "especiales" frecuentemente se asocian con una precisión de ensayo reducida.
Cupelación: las balas de plomo se colocan en crisoles porosos (cupels) de ceniza de hueso o óxido de magnesio y se calientan en aire a aproximadamente 1000 °C. Esto generalmente se lleva a cabo en un horno de 'mufla', que contiene una mufla refractaria (generalmente carburo de silicio unido a nitruro) calentada externamente por elementos de calentamiento de carburo de silicio. Un flujo de aire a través de la mufla ayuda a la oxidación del plomo y transporta los humos para una recolección segura fuera de la unidad del horno. El plomo se funde y se oxida al óxido de plomo, que a su vez se funde y se atrae hacia los poros de la copa por atracción capilar. Los metales preciosos permanecen en la base de la copa como un "puntillo" que se envía para el análisis final del contenido de metales preciosos.

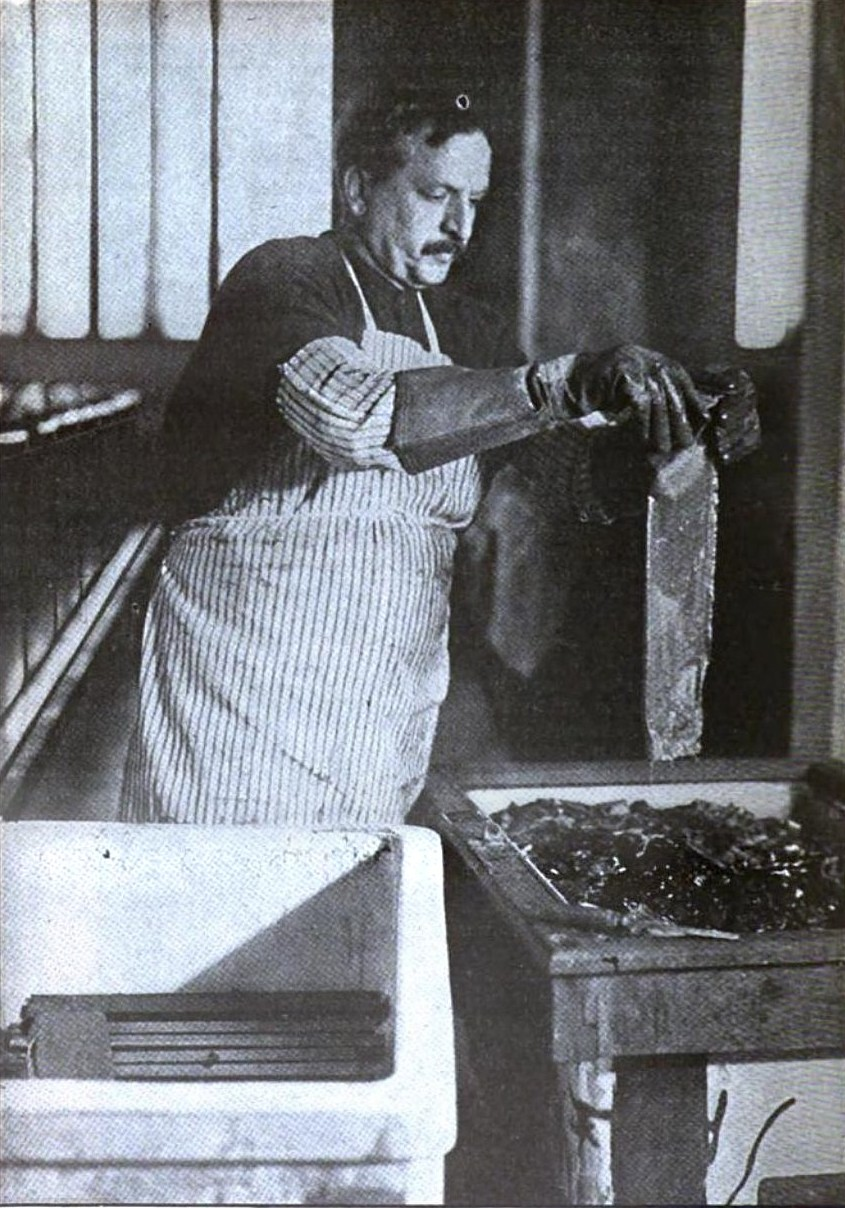
Fotografía de 1916 de un ensayador que realiza una prueba de electrólisis en una muestra de oro en la Oficina de Ensayos de los Estados Unidos en Nueva York.

En el proceso de ensayo de fuego en lingotes, una muestra del artículo se envuelve en una lámina de plomo con cobre y plata. La muestra envuelta, junto con las muestras de control preparadas, se calentaron a 1650 °F (la temperatura varía según el método exacto) en una taza de polvo de óxido de magnesio o ceniza de hueso comprimida. Los metales básicos se oxidan y absorben en la copa. El producto de esta cupelación (doré) se aplana y se trata en ácido nítrico para eliminar la plata. El pesaje de precisión del contenido de metal de las muestras y los controles de proceso (pruebas) en cada etapa del proceso es la base de la precisión del método extremo. Los analistas europeos siguen las tradiciones de los lingotes basados en regulaciones de señalización. Los reputados analizadores de lingotes de América del Norte cumplen con el método ASTM E1335-04e1. Solo los métodos de lingotes validados y rastreables según los estándares internacionales aceptados obtienen precisiones genuinas de 1 parte en 10,000.
La cupelación sola solo puede eliminar una cantidad limitada de impurezas de una muestra. El ensayo de fuego, cuando se aplica a minerales, concentrados o metales menos puros, agrega un paso de fusión o de clasificación antes de la cúpula.

## Monedas
Con frecuencia, se asigna un analizador de monedas a cada oficina de moneda o de ensayo para determinar y asegurar que todas las monedas producidas en la menta tengan el contenido o la pureza correcta de cada metal especificado, generalmente por ley, para ser contenido en ellos. Esto fue particularmente importante cuando las monedas de oro y plata se produjeron para la circulación y se usaron en el comercio diario. Sin embargo, pocas naciones persisten en la acuñación de monedas de plata u oro para la circulación general. Por ejemplo, los Estados Unidos suspendieron el uso del oro en la acuñación de monedas en 1933. Estados Unidos fue uno de los últimos países en descontinuar el uso de plata en monedas circulantes después de su moneda de medio dólar de 1970, aunque la cantidad de plata utilizada en monedas de denominación más pequeña se terminó después de 1964. Incluso con el medio dólar, la cantidad de plata utilizada en las monedas se redujo del 90% en 1964 y antes al 40% entre 1965 y 1970. Las aleaciones de cobre, níquel, cuproníquel y latón ahora predominan en la fabricación de monedas. No obstante, varias mentas nacionales, entre ellas la Casa de la Moneda de Perth en Australia, la Casa de la Moneda de Austria, la Casa de la Moneda Real Británica, la Casa de la Moneda Real Canadiense, la Casa de la Moneda de Sudáfrica y la Casa de Moneda de los Estados Unidos continúan produciendo monedas de lingotes de metales preciosos para coleccionistas e inversores. La pureza de los metales preciosos y el contenido de estas monedas están garantizados por la respectiva moneda o el gobierno, y, por lo tanto, el análisis de las materias primas y las monedas terminadas es un importante control de calidad.
En el Reino Unido, la Prueba del Pyx es un procedimiento ceremonial para garantizar que las monedas recién acuñadas cumplan con los estándares requeridos.